# Veïnat de les Ferreries
Veïnat de les Ferreries – miejscowość w Hiszpanii, w Katalonii, w prowincji Girona, w comarce Gironès, w gminie Campllong.
Według danych INE z 2004 roku miejscowość zamieszkiwały 43 osoby.